# Myiarchus panamensis
A Myiarchus panamensis a madarak osztályának a verébalakúak (Passeriformes) rendjébe, a királygébicsfélék (Tyrannidae) családjába tartozó faj.

## Rendszerezése
A fajt George Newbold Lawrence amerikai üzletember és amatőr ornitológus írta le 1860-ban.

## Alfajai
- Myiarchus panamensis actiosus Ridgway, 1906
- Myiarchus panamensis panamensis Lawrence, 1860[2]

## Előfordulása
Costa Rica, Panama, Kolumbia és Venezuela területén honos. Természetes élőhelyei a szubtrópusi és trópusi száraz erdők, síkvidéki esőerdők, mangroveerdők és cserjések, valamint legelők és szántóföldek. Állandó, nem vonuló faj.

## Megjelenése
Testhossza 19 centiméter.

## Természetvédelmi helyzete
Az elterjedési területe nagyon nagy, egyedszáma pedig stabil. A Természetvédelmi Világszövetség Vörös listáján nem fenyegetett fajként szerepel.